# Serrat del Vent (Granera)

El Serrat del Vent, respecte del terme de Granera

El serrat del Vent és un serrat del terme municipal de Granera, a la comarca del Moianès.
Està situat al racó sud-oest del terme de Granera, a llevant i a prop del serrat dels Tres Senyors. En el seu extrem meridional hi ha el Coll del Serrat dels Tres Senyors, i és el lloc on s'uneix amb aquest serrat. La carena del Serrat del Vent separa les vall del torrent de les Fraus de l'Otzet, a ponent, i d'un torrent de nom ara per ara desconegut, subsidiari del de les Fraus de l'Otzet, a llevant.
El serrat del Vent s'estén de nord a sud, i té l'origen, punt més baix, a l'interfluvi dels dos torrents esmentats anteriorment, des d'on va pujant gradualment cap al coll del Serrat dels Tres Senyors.